# Jerzy Siciarek
Jerzy Siciarek ps. „Lech” (ur. 4 stycznia 1913, zm. 7 września 2007) – polski żołnierz podziemia, porucznik WP, drukarz prasy podziemnej.
Po wybuchu II wojny światowej uczestniczył w polskiej wojnie obronnej 1939 r., a następnie był współorganizatorem tajnych drukarni Wojskowych Zakładów Wydawniczych Komendy Głównej ZWZ-AK. Uczestnik powstania warszawskiego, więzień Stalagu X B w Sandbostel.